# Izvenkrmni motor
Izvenkrmni motor (ang. outboard motor) je motor nameščen na zunanjem delu krme. Je najbolj pogost tip motornega pogona manjših vodnih plovil. Poleg pogona lahko služi tudi kot smerno krmilo. Izvenkrmni motorji se lahko hitro odstranijo in so tako lažji za vzdrževanje. 
V plitkih vodah se lahko motor nagne, tako da se propeler ne poškoduje.

## Proizvajalci izvenkrmnih motorjev
- British Anzani
- Aquawatt Electric Outboard Motor
- Bolinder[1]
- Bombardier
- Briggs & Stratton
- British Seagull
- China Parsun Marine
- DBD Marine
- ELTO
- Evinrude/Johnson
- Hidea
- Honda Marine
- Kohler Company
- Jarvis Marine
- Maxus outboards
- McCulloch
- Mercury/Mariner
- Nissan Marine
- Oshen-Hyfong Marine
- Parsun Marine
- Selva Marine
- Seven Marine
- Suzuki Marine
- Tohatsu
- Tomos
- Torqeedo
- Zomair
- Ulyanovsk Motor Plant
- West Bend
- Yamaha Outboards
- Yanmar Diesel